# Around the World in 80 Days (2004)
Around the World in 80 Days is een Amerikaanse avonturenfilm uit 2004 onder regie van Frank Coraci. Het verhaal is gebaseerd op dat uit de roman De reis om de wereld in tachtig dagen van Jules Verne. De film werd genomineerd voor de Razzie Awards voor slechtste remake en slechtste bijrolspeler (Arnold Schwarzenegger).

## Verhaal
'Lau Xing' berooft de Bank of England en steelt een jade standbeeld van Boeddha. Om aan de politie te ontsnappen neemt hij de schuilnaam 'Passepartout' aan, en gaat werken als dienaar voor Phileas Fogg, een wetenschapper die probeert een vervoermiddel te maken waarmee hij de 50-mijl per uur grens kan doorbreken. Nadat hij hierin is geslaagd, gaan de twee heren naar de Royal Academy of Science. Hier wordt Fogg echter door andere geleerden beledigd over het feit dat zijn uitvinding niet veel voorstelt. Op een gegeven moment komt de bankoverval ter sprake. Fogg merkt op dat de bank hopeloos verouderd was, en dat de dief binnen een maand in China kan zijn. Deze opmerking resulteert in een weddenschap dat Fogg in 80 dagen rond de wereld kan reizen. Als hij slaagt vervangt hij Lord Kelvin als hoofd van de Academy. Als hij faalt moet hij zijn lab sluiten en nooit meer iets uitvinden.
Passepartout en Phileas vertrekken meteen op hun reis. Ze worden gevolgd door de corrupte inspecteur Fix, die is ingehuurd om de twee ervan te weerhouden te slagen in hun taak. Verder wordt Passepartout achtervolgd door dienaren van de vrouwelijke krijgsheer General Fang, omdat hij de jade Boeddha heeft gestolen die ze aan Lord Kelvin had geschonken.
Het duo reist naar Parijs, waar de kunstenares Monique zich bij hen voegt. Het trio reist verder naar Turkije. Ondertussen hoort Lord Kelvin van de diefstal van de Boeddha, en dat Passepartout de dief is. Hij geeft bevel aan de Britse commandant in Indië om Passepartout en Fogg te laten arresteren. In Indië kan het trio echter ontkomen aan de soldaten, en vlucht naar China.
In China leidt Passepartout de groep naar een dorpje, waar ze enkele dagen blijven. Dan ontdekt Fogg dat Passepartout in werkelijkheid Lau Xing is, een krijger uit dit dorp. Hij is in gevecht met Generaal Fangs militie, de Black Scorpions. Hun strijd draait om de gestolen Jade Boeddha. Lau Xing onthult dat hij de Boeddha heeft, en zet hem terug in de tempel waar hij thuishoort. De volgende dag vallen de Black Scorpions het dorp aan, maar Lau Xing kan hen verslaan samen met zijn negen broers en zussen (die gezamenlijk bekendstaan als de 10 tijgers).
Phileas is teleurgesteld in Lau Xing,en besluit alleen verder te reizen. Hij gaat naar San Francisco, waar hij al snel zijn geld kwijtraakt. Lau Xing en Monique reizen Phileas achterna, en voegen zich toch weer bij hem.
In een woestijn vindt het trio de gebroeders Wright, die werken aan hun vliegmachine. Phileas ziet de bouwplannen, en suggereert een paar kleine aanpassingen. Hierna reist de groep naar New York. Daar blijkt dat het nieuws van de weddenschap als een lopend vuurtje de ronde heeft gedaan. Veel mensen in New York hebben hun geld ingezet op Phileas. De menigte maakt het voor Phileas en co echter onmogelijk hun schip te bereiken. Tot overmaat van ramp vallen Generaal Fang en haar handlangers de groep aan. Een groot gevecht breekt los. Phileas besluit Lau Xing te helpen, maar mist zo zijn enige boot naar Engeland.
Phileas geeft het nog niet op, en bouwt een oud schip om tot een vliegtuig met behulp van de plannen van de gebroeders Wright. Met het vliegtuig vliegt de groep terug naar Londen. Lord Kelvin wacht het trio op met de politie om te voorkomen dat Phileas zijn einddoel, de bovenste trappen van de Academy of Science, bereikt. Hierdoor haalt Phileas net niet voor 12 uur in de middag de eindstreep en verliest.
Lord Kelvin verklaart zichzelf winnaar. Veel mensen in de buurt verwijten hem echter zijn onsportieve gedrag. In zijn arrogantie beledigt Kelvin per ongeluk koningin Victoria, die ook aanwezig is bij de Academy. Ze laat hem direct arresteren. Dan komt voor Phileas goed nieuws. Omdat hij de internationale datumgrens is overgestoken in oostelijke richting heeft hij een dag tijdwinst geboekt. Derhalve is hij toch binnen 80 dagen teruggekeerd, en de winnaar van de weddenschap.

## Rolverdeling
| Acteur                | Personage                     |
| --------------------- | ----------------------------- |
| Jackie Chan           | the Passpartout/Lau Xing      |
| Steve Coogan          | Phileas Fogg                  |
| Cécile de France      | Monique                       |
| Jim Broadbent         | Lord Kelvin                   |
| Roger Hammond         | Lord Rhodes                   |
| Kathy Bates           | Queen Victoria                |
| Arnold Schwarzenegger | Prince Hapi                   |
| John Cleese           | Grizzled sergeant             |
| Will Forte            | Police officer                |
| Owen Wilson           | Wilbur Wright                 |
| Ian McNeice           | Col. Kitchener                |
| Luke Wilson           | Orville Wright                |
| Rob Schneider         | a Hobo                        |
| Mark Addy             | Steamer captain               |
| Ewen Bremner          | Inspector Fix                 |
| Maggie Q              | Female Scorpion agent         |
| Sammo Hung            | Wong Fei Hung                 |
| Karen Joy Morris      | Gen. Fang                     |
| Daniel Wu             | Bak Mei                       |
| Richard Branson       | Hot air balloon operator      |
| Frank Coraci          | the wealthy dapper pedestrian |
| Adam Godley           | Mr. Sutton                    |
| Macy Gray             | Sleepy Frenchwoman            |
| Michael Kuroiwa       | Scorpion agent                |
| Natalie Denise Sperl  | Stunning woman                |
| Wolfram Teufel        |                               |
| Don Tai               | Ho/10 Tigers                  |
| Michaël Youn          | the art gallery manager       |
| Robert Fyfe           | Jean Michel                   |

## Achtergrond
De film wijkt aanzienlijk af van Jules Vernes boek en bevat een serie anachronistische elementen. Dit werd opzettelijk gedaan om komische effecten te creëren. Ondanks een grote reclamecampagne en heel wat cameo’s van bekende acteurs sloeg de film niet aan. De productie bracht wereldwijd $72.178.895,- dollar op, maar kostte $110.000.000,-. De film werd vooral bekritiseerd vanwege de mate waarin het verhaal afwijkt van het boek en de pogingen om humoristisch over te komen.